# Kurskaja (Kolzewaja-Linie)

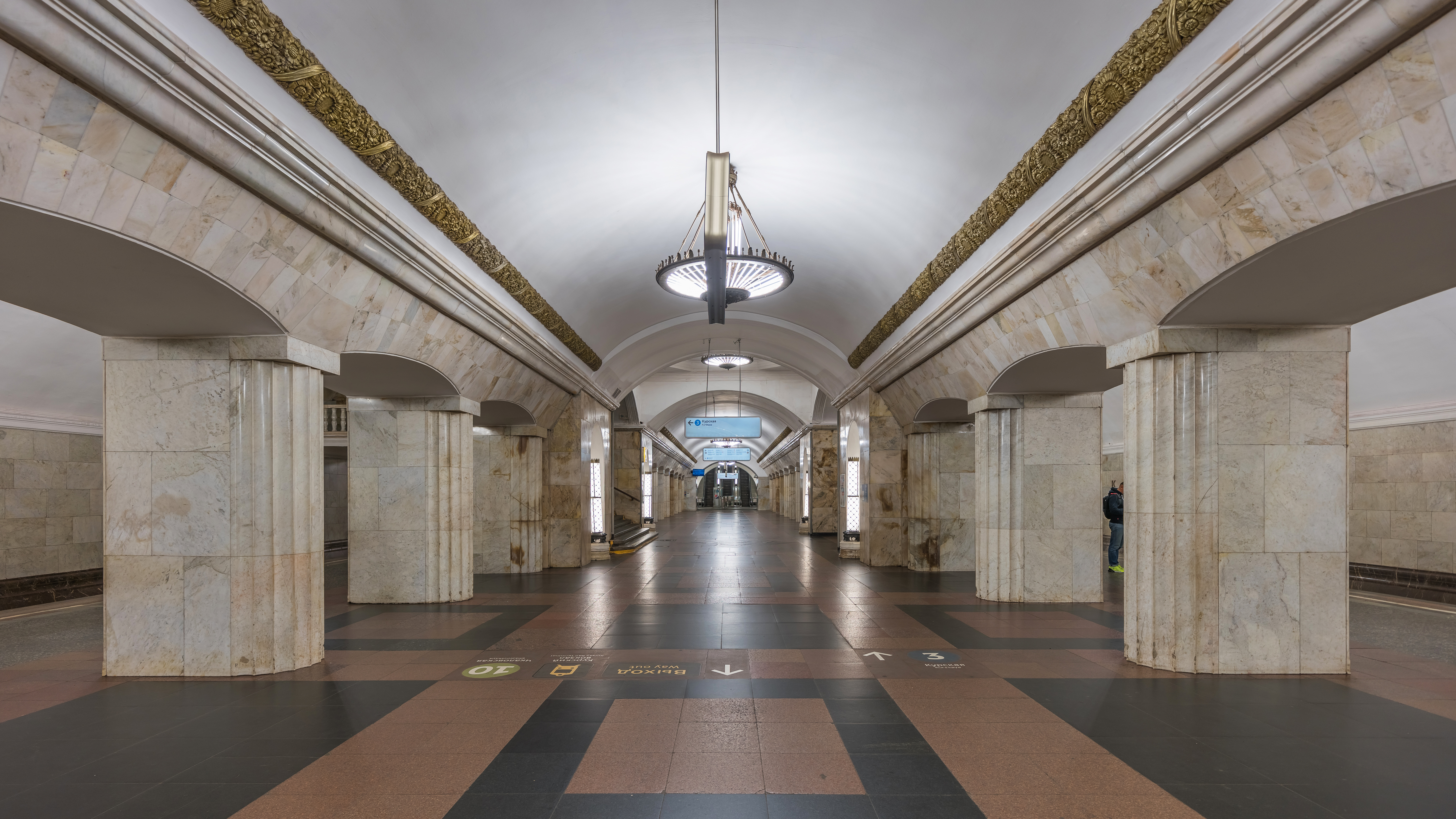
Bahnsteighalle

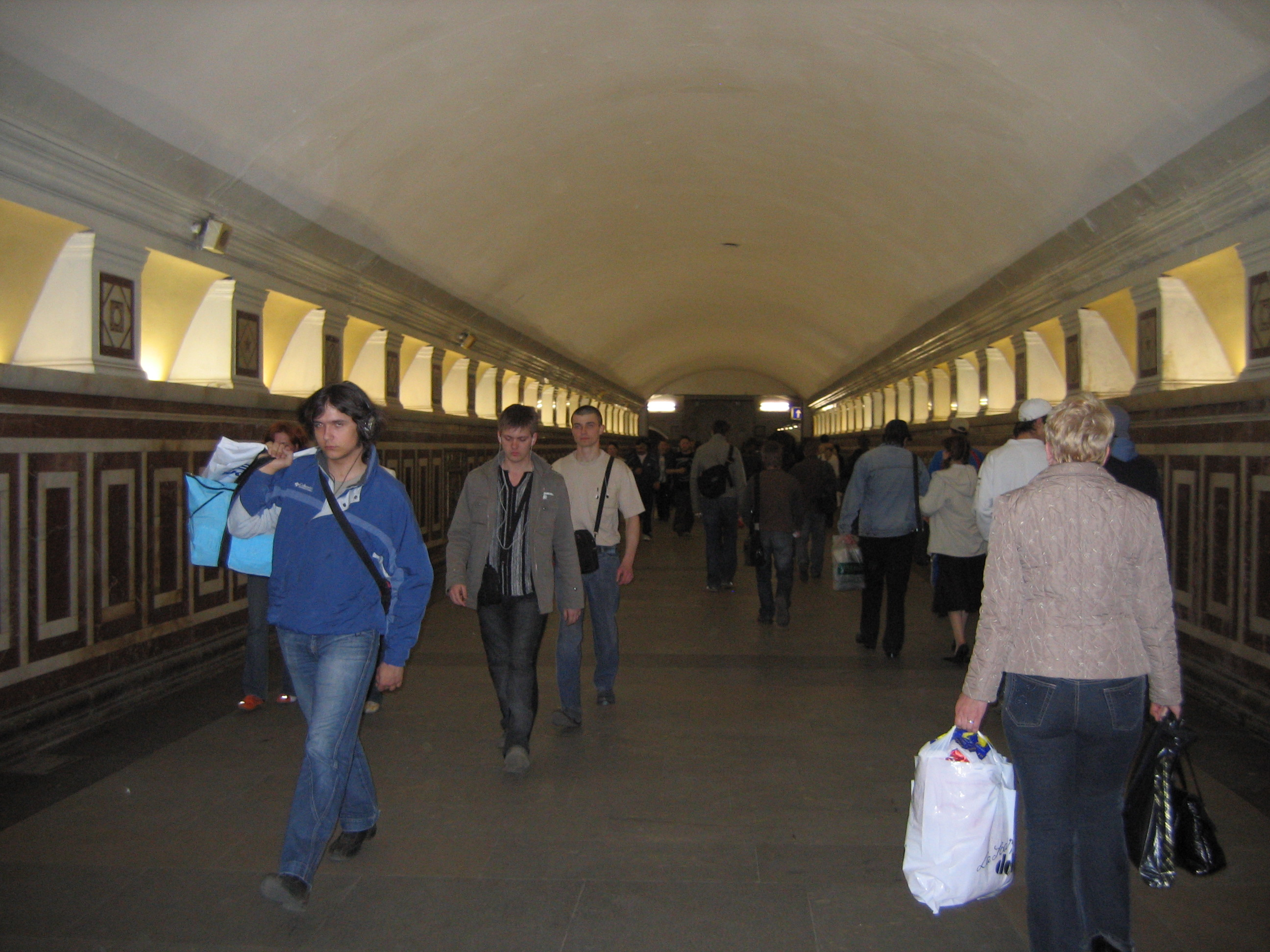
Übergangsschacht zur Arbatsko-Pokrowskaja-Linie

Kurskaja (russisch Ку́рская, Ausspracheⓘ) ist ein U-Bahnhof der Metro Moskau. Er liegt an der Kolzewaja-Linie (auch Ringlinie genannt) und ist Teil eines wichtigen Knotenpunkts des Moskauer öffentlichen Personennahverkehrs.
Der U-Bahnhof wurde am 1. Januar 1950 eröffnet und gehörte zum ersten Bauabschnitt der Ringlinie.

## Allgemeine Beschreibung
Der U-Bahnhof Kurskaja befindet sich im Osten des Moskauer Zentrums in unmittelbarer Nähe des Gartenrings an dessen äußeren Seite. Direkt über dem unterirdisch angelegten U-Bahnhof befinden sich die Gleise, Bahnsteige und Empfangsbauten des Kursker Bahnhofs, eines der wichtigsten Fernbahnhöfe der russischen Hauptstadt. Dieser Bahnhof ist namensgebend für die Metrostation gleichwohl wie für den U-Bahnhof Kurskaja der Arbatsko-Pokrowskaja-Linie, welche in diesem Bereich von der Ringlinie gekreuzt wird. Zwischen den beiden Stationen besteht eine direkte Umsteigemöglichkeit. 1995 wurde in unmittelbarer Nähe des Kursker Bahnhofs außerdem die Metrostation Tschkalowskaja in Betrieb genommen, wodurch der U-Bahn-Verknüpfungspunkt am Kursker Bahnhof zu einem Dreierknoten wurde. Oberirdisch bestehen von Kurskaja aus Umsteigemöglichkeiten zu mehreren Bus- bzw. Oberleitungsbuslinien, zur Straßenbahn (die hier eine Endhaltestelle mit Wendeschleife hat) sowie zu den am Kursker Bahnhof abgefertigten Zügen (darunter zu den von Berufspendlern oft genutzten Vorortbahnen Richtung Podolsk, Serpuchow, Balaschicha, Reutow u. a.). Aus diesem Grund gehört Kurskaja/Tschkalowskaja zu den am stärksten in Anspruch genommenen Umsteigeknoten im Moskauer Metrosystem.
Die Station der Ringlinie verfügt über zwei separate Zugänge. Der nördliche Zugang, der in ein oberirdisches Vestibülgebäude eingebaut ist, entstand 1950 beim Bau der Station. Das Vestibülgebäude schließt sich unmittelbar nördlich an das Empfangsgebäude des Kursker Bahnhofs an; von der Zwischenebene aus gibt es außerdem einen direkten Zugang in das Kellergeschoss des Empfangsgebäudes sowie in eine Unterführung zu den einzelnen Gleisen. Außerdem führt von dieser Zwischenebene ein Rolltreppenschacht zum Bahnsteig des U-Bahnhofs der Arbatsko-Pokrowskaja-Linie sowie kurze Rolltreppen zu einem weiteren Zugang, der in ein Wohngebäude am Gartenring eingebaut ist. Beim südlichen Zugang zur Kurskaja-Kolzewaja handelt es sich um einen gemeinsamen Zugang zur Kurskaja-Kolzewaja und zur Tschkalowskaja. Dieser Zugang wurde 1995 mit dem Bau der letzteren eingerichtet. Die Zwischenebene dient hier gleichzeitig als Umsteigeweg zwischen den beiden Stationen, mit der Oberfläche ist sie durch Unterführungen mit Treppen- und Rampenzugängen verbunden. Auch der südliche Zugang der Kurskaja liegt in unmittelbarer Nähe des Bahnhofsgebäudes, verfügt allerdings im Gegensatz zum Nordausgang über keinen direkten (witterungsgeschützten) Übergang ins Bahnhofsgebäude. Er liegt jedoch wesentlich näher zur Straßenbahn-Wendeschleife als der Nordzugang.
Während man von Kurskaja-Kolzewaja zur Tschkalowskaja nur über die Zwischenebene des Südzugangs gelangen kann, bestehen zwischen den beiden gleichnamigen Stationen gleich zwei Umsteigewege: Zum einen gibt es den direkten Verbindungsgang, in den man von der Mitte der Bahnsteighalle der Kurskaja-Kolzewaja aus gelangt, zum anderen kann man analog die Zwischenebene des Nordzuganges für den Stationswechsel nutzen.

## Architektur
Das Vestibülgebäude des Nordzugangs, das an das Empfangsgebäude des Kursker Bahnhofs angrenzt, weist die Gestalt eines doppelten Triumphbogens auf, was beim Bau der Ringlinie symbolisch für die Stärke der Sowjetunion im und nach dem Zweiten Weltkrieg stehen sollte. Die Verteilerebene und die Schalterhalle befinden sich wenige Meter unter dem oberirdischen Vestibül, von dort gelangt man per Rolltreppen auf den Bahnsteig der Kurskaja. Letzterer weist eine für die Moskauer Metro typische Dreiteilung aus, wobei der mittlere Teil von den beiden Gleisbereichen durch eine weißmarmorne Säulenreihe abgegrenzt wird. Am bogenförmigen Gewölbe der Mittelhalle sind kreisförmige Kronleuchter angebracht, die der Halle Licht spenden. Die Fußbodenverkleidung besteht aus schwarzem Gabbro sowie grauen und hellroten Granit- und Labradoritplatten, die zusammen ein geometrisches Muster bilden. Die äußeren Wände über den Gleisen sind mit weißem und dunkelgrauen Marmor ausgestaltet, als zusätzliches Dekorationselement fallen dort die bronzenen Platten mit Pflanzenornamenten und Sowjetsymbolik auf.

### Kontroverse um die Stalin-Strophe

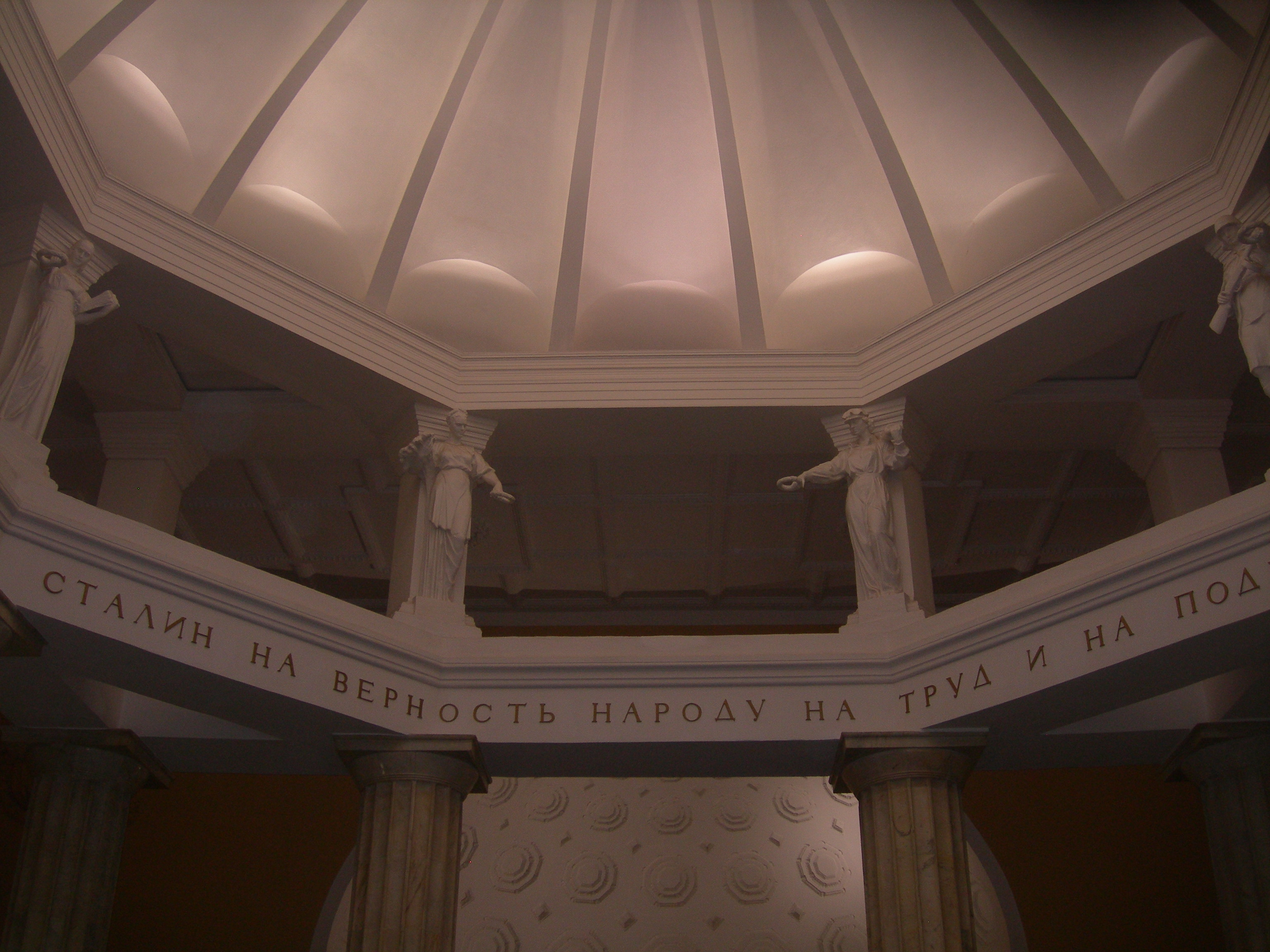
Der umstrittene Schriftzug unter dem Gewölbe des Vestibüls

Bis 1956 bestand im Inneren des oberirdischen Vestibüls der Kurskaja ein Denkmal für den sowjetischen Diktator Josef Stalin. Zudem zierte das Gesims unter der runden Kuppel des Vestibüls ein Schriftzug mit dem Lenin und Stalin huldigenden Zitat aus der damaligen Fassung der Sowjetischen Staatshymne („Durch die Schrecken schien uns die Sonne der Freiheit, Und Lenin der Große erleuchtete uns den Weg. Uns erzog Stalin – zur Treue zum Volk, Zu Arbeit und Heldentaten regte er uns an!“). Im Zuge der sogenannten Entstalinisierung verschwanden jedoch aus der Moskauer U-Bahn jegliche Tribute an Stalin, so wurde auch das Denkmal aus dem Vestibül entfernt und die letzten beiden Strophen aus dem Hymnen-Zitat wegretuschiert. 2008 bis 2009 wurde das Vestibül und die nördliche Schalterhalle samt dem Rolltreppenschacht generalüberholt, weswegen der Nordzugang der Kurskaja über ein Jahr lang gesperrt blieb. Bei dieser Renovierung wurde zwar das ursprüngliche Stalin-Denkmal nicht wiederhergestellt, wohl aber die Strophe, in der Stalins Name auftaucht, wieder an das Gesims des Vestibülinneren angebracht. Diese Vorgehensweise, die von der Metro-Leitung mit der denkmalschutzbedingten Notwendigkeit einer originalgetreuen Restauration verteidigt wurde, stieß bei mehreren Bürgerrechtsorganisationen auf scharfe Kritik. So plädierte der Vorstand der liberalen Partei „Rechte Sache“ im August 2009 für eine Bestrafung der Verantwortlichen für die Wiederherstellung des Schriftzugs, welcher, so wörtlich, „eine Schande für unsere Stadt und eine Beleidigung für das Gedenken an Millionen von Opfern der Diktatur“ darstelle.